# Stadio Campeón del Siglo
Lo stadio Campeón del Siglo (in spagnolo Estadio Campeón del Siglo) è un impianto calcistico di Montevideo, capitale dell'Uruguay. È di proprietà del Club Atlético Peñarol. Inaugurato il 28 marzo 2016, è ubicato lungo la Ruta 102, nella zona di Bañados de Carrasco. Il nome dello stadio è stato deciso attraverso un referendum fra i soci.
L'impianto, l'unico in Uruguay ad avere la classificazione 5 stelle FIFA, è capace di contenere fino a 40 700 spettatori. Consta di quattro tribune, ognuna delle quali intitolata a uno dei presidenti che più hanno lasciato un'impronta nel club: Frank Henderson, José Pedro Damiani, Washington Cataldi e Gastón Güelfi. La tribuna nord, che porta il nome di Henderson, è sovrastata da 117 palchi per 16 persone, ai quali se ne aggiungono altri 12 riservati alle aziende, che possono ospitare fino a 25 invitati. All'interno della struttura vi è anche un museo del club, mentre all'esterno si trova una locomotiva risalente al 1950, da sempre simbolo che rimanda alle origini ferroviarie del club. 
L'impianto è stato chiamato così per il motto coniato dai tifosi nel 2009, quando anche il club lo adottò come una sorta di marchio istituzionale, dopo essere stato premiato come migliore compagine sudamericana nel XX secolo dall'Istituto internazionale di storia e statistica del calcio (IFFHS).

## Storia
Precedenti bozze della realizzazione del nuovo stadio per il Peñarol sono variate nel tempo in dimensioni e posizione. Il primo venne presentato nel 1933, quando la squadra Manya presentò un progetto per la costruzione sulla Rambla de Montevideo, nello stesso luogo dove ora sorge il teatro del Verano.
Molti anni dopo, nel 1998, il club ha presentato un modello di costruire uno stadio sulla Avenida Gianattassio.
Molti dei progetti sono comunque stati presentati negli ultimi anni, sotto la presidenza di José Pedro Damiani, e in tutti i casi la capacità dell'impianto era di circa 40.000 spettatori.
I progetti recenti hanno collocato il nuovo stadio nel dipartimento di Canelones, anche se è stato costruito a Montevideo, sulla Route 102 tra Mangangá Road e strada dei Sette colli. Alcune proposte hanno cercato di spostare il progetto di Barrio Penarol luogo dove proviene il club.
Fino alla sua costruzione, a partire dagli anni novanta, il club aveva utilizzato lo stadio del Centenario, di proprietà comunale, per le sue partite casalinghe, in quanto il suo vecchio stadio di proprietà, l'Estadio Contador Damiani, non era più abilitato per gli incontri di massima serie per ragioni di sicurezza.

## Inaugurazione
Il 28 marzo 2016 si è giocata la prima partita nel nuovo stadio, con il Peñarol che ha affrontato il River Plate in una partita amichevole. Diego Forlán ha segnato il primo gol nello stadio e il Peñarol vinse alla fine per 4 a 1.
La prima partita ufficiale si è giocata invece il 9 aprile 2016, quando il Peñarol ha ricevuto il Danubio nell'incontro valido per l'ottava giornata del campionato di clausura 2016. La partita è terminata col successo dei padroni di casa per 2 a 1.